# Vrbičany (zámek)
Zámek Vrbičany se nachází ve stejnojmenné obci v okrese Litoměřice. Od roku 1964 je chráněn jako kulturní památka.

## Historie
V 17. století stál ve vesnici poplužní dvůr a některé zdroje uvádějí, že jeho součástí byla také jinak nedoložená tvrz. Pozdně barokní zámek Vrbičany byl postaven v letech 1786–1789 Františkem Karlem Kresselem, svobodným pánem z Kvaltenberku (Gwaltenbergu). Po jeho smrti roku 1801 jej krátce vlastnila jeho žena Josefa, rozená hraběnka Straková z Nedabylic (zemřela v roce 1802), která jej odkázala svému prasynovci Františku Saleskému Karlu, svobodnému pánu z Puteani. Jemu zámek patřil až do roku 1843. V roce 1864 ho získala Terezie Herbersteinová a následně pak její potomci hrabata Herbersteinové, kteří zámek (dle některých starších pramenů) rozšířili. Naopak stavebně historický průzkum z roku 2012 ukazuje, že zámek byl v dnešní podobě postaven najednou v celém svém rozsahu a nevyužil žádné starší stavební konstrukce.
V roce 1946 byl zámek na základě Benešových dekretů zkonfiskován. Konfiskát získal Jednotný svaz českých zemědělců, který v zámeckém areálu ještě v témže roce zřídil strojní učiliště a výcvikové středisko pro traktoristy a ošetřovatele zemědělských strojů, při kterém byla zřízena Státní traktorová stanice. Od února 1948 otevřel druhé zemědělské výcvikové středisko pro mládež. Po roce 2002 autoškola a pracoviště pro odborný výcvik učňů oboru truhlář. Roku 2011 zámek koupila firma Sempra Vrbičany, která v roce 2015 dokončila opravu střechy a přízemí jednoho křídla. V témže roce zámek získal svého kastelána a byl zpřístupněn veřejnosti.

## Stavební podoba
Jedná se o jednopatrovou budovu, jejíž střední část je předsunutá a dvoupatrová.